# Карлсгамн (комуна)
Комуна Карлсгамн (швед. Karlshamns kommun) — адміністративно-територіальна одиниця місцевого самоврядування, що розташована в лені Блекінґе, у південній Швеції. 
Територія комуни має загальну площу 836,51 кв. км. 
Адміністративним центром комуни Карлсгамн є однойменне місто.

## Населення

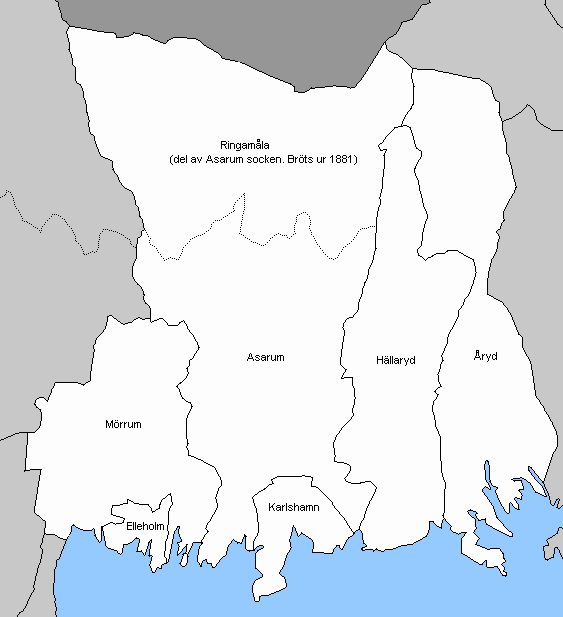
Колишні громади в комуні Карлсгамн

Населення становить 31 059 чоловік (станом на червень 2012 року). 
| Кількість населення комуни Карлсгамн за 1970-2015 роки | Кількість населення комуни Карлсгамн за 1970-2015 роки | Кількість населення комуни Карлсгамн за 1970-2015 роки | Кількість населення комуни Карлсгамн за 1970-2015 роки | Кількість населення комуни Карлсгамн за 1970-2015 роки |
| ------------------------------------------------------ | ------------------------------------------------------ | ------------------------------------------------------ | ------------------------------------------------------ | ------------------------------------------------------ |
| Рік                                                    |                                                        |                                                        | Населення                                              |                                                        |
| 1970                                                   | 1970                                                   |                                                        | 31 887                                                 | 31 887                                                 |
| 1975                                                   | 1975                                                   |                                                        | 32 136                                                 | 32 136                                                 |
| 1980                                                   | 1980                                                   |                                                        | 31 879                                                 | 31 879                                                 |
| 1985                                                   | 1985                                                   |                                                        | 31 634                                                 | 31 634                                                 |
| 1990                                                   | 1990                                                   |                                                        | 31 543                                                 | 31 543                                                 |
| 1995                                                   | 1995                                                   |                                                        | 31 361                                                 | 31 361                                                 |
| 2000                                                   | 2000                                                   |                                                        | 30 741                                                 | 30 741                                                 |
| 2005                                                   | 2005                                                   |                                                        | 31 006                                                 | 31 006                                                 |
| 2010                                                   | 2010                                                   |                                                        | 31 143                                                 | 31 143                                                 |
| 2015                                                   | 2015                                                   |                                                        | 31 846                                                 | 31 846                                                 |
| Джерело: SCB                                           |                                                        |                                                        |                                                        |                                                        |

## Населені пункти
До складу комуни входять населені пункти:
- Карлсгамн (Karlshamn)
- Меррум (Mörrum)
- Свенгста (Svängsta)
- Гелларид (Hällaryd)
- Орид (Åryd)
- Торарп (Torarp)